# Pedro Reis
Pedro Trigo de Morais de Albuquerque Reis, né le 30 septembre 1967 à Lisbonne, est un économiste et homme politique portugais du Parti social-démocrate. Il est ministre de l'Économie du XXIVe gouvernement constitutionnel, dirigé par Luís Montenegro, entre 2024 et 2025.
Il est également, depuis le 3 juillet 2022, coordinateur du Mouvement Croire (en portugais : Movimento Acreditar), un think tank affilié au Parti social-démocrate,.

## Jeunesse et éducation
Reis est titulaire d'un diplôme en gestion et administration des affaires de l'Université catholique portugaise (UCP), après avoir complété sa formation académique avec des cours pour cadres à la Harvard Business School (États-Unis) en finance stratégique (2005), à l'INSEAD (France) en AMP - Advanced Management Program (1995), et également à l'UCP en PAGE (Advanced Management Program for Executives en 1994-1995).

## Carrière
De décembre 2011 à avril 2014, Reis est président de l'AICEP - Agence pour l'investissement et le commerce extérieur du Portugal, et occupe le secrétariat exécutif du Conseil stratégique pour l'internationalisation de l'économie (CEIE). Il est membre du Conseil national de l'entrepreneuriat et de l'innovation, fait partie du Conseil de l'industrie au sein du ministère de l'Économie et est membre de la Réunion de coordination des affaires économiques et des investissements (RCAEI), coordonnant le Comité permanent de soutien aux investisseurs (CPAI). Il est membre du conseil général et de surveillance de Portugal Ventures et préside le jury du prix « Plus de diplomatie économique » organisé par le ministère des Affaires étrangères,.
En 2014, Reis devient conseiller principal du comité exécutif de Banco Millennium bcp, en 2015, administrateur exécutif de BCP Capital, en 2017, il dirige le département de marketing stratégique et de développement commercial et, de 2019 à 2021, le département de banque institutionnelle de Millennium bcp. Il est président du conseil consultatif du Conseil de la diaspora portugaise,.